# مرکز آموزش درجه‌داری جوادالائمه
مرکز آموزش درجه‌داری جوادالائمه یا مرکز آموزش ۰۶ جوادالائمه یک آموزشگاه نظامی وابسته به نیروی زمینی ارتش ایران است که دوره‌های نظامی را به پرسنل پایور نزاجا آموزش می‌دهد. همچنین داوطلبان قبول شده دانشگاه‌های افسری دوره سال تهیه یا رزم مشترک دانشگاه‌های آجا را در این پادگان طی می‌کنند.
مرکز آموزش درجه‌داری جوادالائمه در طول سال بنا به نیاز آجا، چندین دوره رزم مقدماتی و عمومی برای آموزش پرسنل پایور و کارمند(ثابت و پیمانی) برگزار می‌کند که در هر دوره به‌طور میانگین بین ۱۰۰۰ تا ۲۰۰۰ نفر از آن فارغ‌التحصیل می‌شوند. افزون بر این در صورت نیاز سازمانی با هماهنگی معاونت آموزش آجا سالانه ۱ دوره ۶۰ روزه برای سربازان وظیفه با مدرک لیسانس و بالاتر برگزار می‌شود. سربازان وظیفه پس از اتمام دوره در این مرکز به یگان خدمتی خود اعزام می‌شوند، همچنین پایوران بر اساس رسته‌های تعیین شده به مراکز تخصصی جهت فراگیری دوره‌های رسته‌ای معرفی می‌شوند. این مرکز دارای ۱ هنگ و ۵ گردان آموزشی است که در هر دوره بنا به صلاحدید فرمانده هنگ و تقسیمات نیروها گردان‌های مذکور اقدامات لازم در خصوص آموزش را انجام خواهند داد.
در گذشته پادگان مرکز آموزش ۰۶ در شمال شرق شهر تهران پیرامون خیابان پاسداران و بزرگراه صیاد شیرازی قرار داشت ولی در سال ۹۳ ستاد و تمامی امکانات موجود به ابتدای شهر لواسان منتقل شد. پادگانی که اکنون مرکز آموزش درجه داری است در گذشته محل آموزش تکاوران ارتش ملقب «مراتکاور» بود است.

## تاریخچه
پادگان فعلی این مرکز در ابتدا محل تیپ ۳ لشکر ۱ گارد شاهنشاهی بود.
پس از انقلاب اسلامی در تاریخ ۱۲ شهریور ۱۳۵۹، مرکز ۰۶ در پاسداران تهران تأسیس گردید و در سال ۱۳۶۲ به عنوان مرکز آموزش درجه داری نامگذاری شد.
در سال ۱۳۶۷ این مرکز به آموزشگاه نظامی و در سال ۱۳۸۷ به «آموزشگاه نظامی جوادالائمه» تغییر نام داد. در سال ۱۳۹۲ این مرکز به «مرکز آموزش درجه‌داری جوادالائمه» تغییر نام داد.